# Patalenitsa
Patalenitsa (bulgariska: Паталеница) är ett distrikt i Bulgarien.   Det ligger i kommunen Obsjtina Pazardzjik och regionen Pazardzjik, i den centrala delen av landet, 100 km sydost om huvudstaden Sofia.
I omgivningarna runt Patalenitsa växer i huvudsak blandskog. Runt Patalenitsa är det ganska tätbefolkat, med 166 invånare per kvadratkilometer.